# Berggazelle
De berggazelle (Gazella gazella) is een zoogdier uit de familie van de holhoornigen (Bovidae). De wetenschappelijke naam van de soort werd voor het eerst geldig gepubliceerd door Pallas in 1766.

## Taxonomie
In 2013 werden de zuidelijke populaties van de soort afgesplitst als een aparte soort: de Arabische gazelle (Gazella arabica). De berggazelle omvat hierdoor alleen nog de populaties in de Levant.

## Kenmerken
Het dier heeft een lichtbruine vacht, terwijl de onderzijde wit is. Op het achterwerk heeft het dier een witte 'spiegel'. Over de flanken loopt een donkere streep. Over het gezicht loopt een donkere bles en streep door de ogen. De schofthoogte varieert van 80 tot 90 cm.

## Verspreiding en leefgebied
Deze soort komt voor in Palestina, Libanon, Syrië, Israël en Turkije in droge, heuvelachtige terreinen en aan woestijnranden.